# Aveleda (Braga)
Aveleda sind ein Ort und eine ehemalige Gemeinde im Norden Portugals. In Teilen gehört sie bereits zum geschlossenen Siedlungsgebiet Bragas.

## Geschichte
Erstmals wurde der heutige Ort in einem Dokument von 1106 erwähnt. Er gehörte zum damaligen Kreis Penafiel de Bastuço, bis er 1220 Vimieiro angegliedert wurde. Von 1320 bis 1371 gehörte er erneut zu Penafiel de Bastuço, um seither zum Kreis Braga zu gehören. 1706 zählte die Gemeinde Aveleda 50 Haushalte.
Im Zuge der Gebietsreform 2013 wurde die Gemeinde Aveleda aufgelöst und mit Vimieiro und Celeirós zu einer neuen Gemeinde zusammengefasst.

## Verwaltung
Aveleda war Sitz einer gleichnamigen Gemeinde (Freguesia) im Kreis (Concelho) von Braga im gleichnamigen Distrikt Braga. Die Gemeinde hatte eine Fläche von 1,9 km² und 2149 Einwohner (Stand 30. Juni 2011).
Im Gebiet der ehemaligen Gemeinde liegt nur der namensgebende Ort.
Mit der Administrativen Neuordnung in Portugal zum 29. September 2013 wurden die Gemeinden Aveleda, Vimieiro und Celeirós zur neuen Gemeinde União das Freguesias de Celeirós, Aveleda e Vimieiro zusammengeschlossen.

## Söhne und Töchter der Gemeinde
- Conceição Ferreira (* 1962), olympische Langstreckenläuferin